# 42e législature de l'Assemblée fédérale suisse
La 42e législature des Chambres fédérales s'étend du 28 novembre 1983 au 29 novembre 1987. Elle correspond à la 42e législature du Conseil national, intégralement renouvelé lors des élections fédérales de 1983.